# شلزن
شلزن (به آلمانی: Schleesen) یک منطقهٔ مسکونی در آلمان است که در کمبرگ واقع شده‌است. شلزن ۵۳۶ نفر جمعیت دارد.